# Elacomia joanivivesi
Elacomia joanivivesi är en skalbaggsart som först beskrevs av Antonio Vives och Heffern 2001.  Elacomia joanivivesi ingår i släktet Elacomia och familjen långhorningar. Inga underarter finns listade i Catalogue of Life.